# Ève (Massenet)
Ève è un oratorio composto nel 1874 da Jules Massenet, su un libretto francese di Louis Gallet.

## Storia
Fu eseguito per la prima volta al Cirque d'été di Parigi il 18 marzo 1875, due anni dopo che Massenet aveva composto il suo oratorio più diffuso Marie-Magdeleine). Ève (1875) offre una nuova interpretazione della storia biblica di Adamo ed Eva. Ambientato per orchestra, coro e tre solisti, l'oratorio contiene trame tipiche delle epoche tardo-romantiche e impressioniste.

## Personaggi principali
- Ève, soprano
- Adam  (Adamo), baritono
- Le Récitant, tenore

Con le parti principali di Adamo ed Eva, il coro rimane presente come i rappresentanti del bene e del male o come voce della natura.

## Struttura e storia
Ève è un racconto della storia di Adamo ed Eva e un'interpretazione della narrazione biblica di Eva che cede alla tentazione del male di commettere il peccato originale e le conseguenze negative che si verificano in seguito. Può essere considerato come un oratorio in tre parti composto da cinque pezzi più piccoli (uno dei quali è un breve prologo).

### Prima parte
Dopo un prologo La Naissance de la femme, con la creazione della prima donna, Ève appena formata si unisce ad Adamo nel Giardino dell'Eden dove, nella prima scena più importante Adam et Ève, sperimentano una religiosità felice che corrisponde all'esistenza idilliaca descritta nel Libro della Genesi 2:15-25.

### Seconda parte
Ève dans la Solitude segna un punto di svolta quando Ève viene tentata dal frutto proibito mentre Adamo dorme.

### Terza parte
Ève porta il frutto ad Adamo, che condividono in La Faute e questo errore dirompente culmina in un finale disastroso, La Malediction, in cui sono colpiti dalla maledizione di Dio e scacciati dall'Eden per sempre.

## La fede alla base diÈve
Ève è semplice e non teatrale. Con le parti principali di Adam ed Ève, il coro rimane presente in tutto il lavoro come il rappresentante sia del bene che del male. Il libretto di Gallet per Ève contiene alcuni importanti cambiamenti della storia biblica, che incidono notevolmente sul significato dell'oratorio: l'albero della conoscenza del bene e del male diventa l'albero della scienza, "Le voci della notte" sostituiscono il serpente, il frutto proibito è ora "il frutto dell'amore" e il coro sostituisce l'interazione di Dio con Adamo ed Eva agendo come "Le voci della natura".

## Importanza dell'oratorio nell'opera di Massenet
Nel 1873 Massenet iniziò una serie di drammi sacri basati sulla vita di personaggi biblici femminili. I due oratori Ève e Marie-Magdaleine gettarono le basi di quell'inclinazione di Massenet per i temi con un amalgama di erotismo e religiosità che si sarebbe sviluppato in molte delle sue opere successive come Hérodiade ed Esclarmonde. Queste opere si basano su temi presenti nelle sue opere formative: il conflitto tra religione, erotismo ed orientalismo. Thaïs costituisce forse l'esplorazione più aperta della sua analisi del religioso e dell'erotico.

## Eredità
Ève viene raramente eseguita oggi, ma sono disponibili in commercio registrazioni sull'etichetta Erol (1995, diretta da Jean-Pierre Lore ed eseguita da Choeur Et Orchestre Francais D'oratorio) e sull'etichetta Arte Nova (uno spettacolo dal vivo diretto da Jean-Pierre Faber e eseguita dall'Euregio Symphony Orchestra e Three Nation Choir). L'ultima performance è stata registrata dall'Orchestra Sinfonica Ab Harmoniae diretta da Daniele Agiman nel 2009.

## Analisi completa
- (EN) Philip Antinone, A Researcher's Guide: Jules Massenet's Eve, 18 dicembre 2016. URL consultato il 15 marzo 2020.[2]